# Langues minoritaires en Suède
 (décembre 2016).
Si vous disposez d'ouvrages ou d'articles de référence ou si vous connaissez des sites web de qualité traitant du thème abordé ici, merci de compléter l'article en donnant les références utiles à sa vérifiabilité et en les liant à la section « Notes et références ».

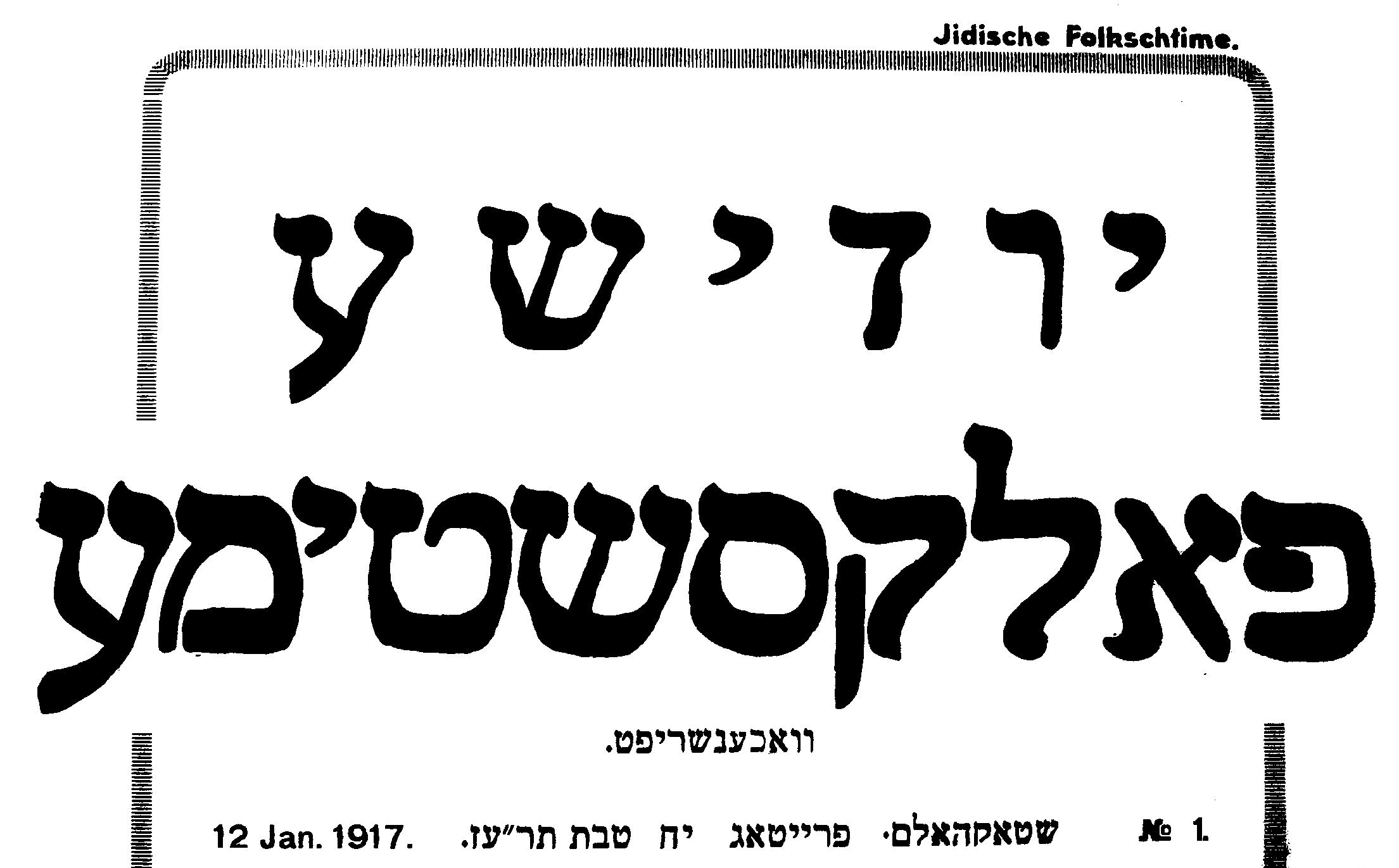
Image d'un journal suédois de 1917

En Suède, la langue officielle est le suédois, qui est parlé par la plupart des Suédois. 
Il existe néanmoins des langues minoritaires reconnues depuis 1999 telles que le finnois, le meänkieli, les langues sames, le romani  et le yiddish dans le cadre de la Charte européenne des langues régionales ou minoritaires, ratifiée en février 2000.